# キメラモン
キメラモンは
1. デジタルモンスターシリーズに登場する架空の生命体・デジタルモンスターの一種。
2. デジモンアドベンチャー02の登場人物。

## 概要
初登場はデジタルモンスターVer.WS。作品によって完全体だったり究極体だったりするが、近年では完全体に統一されつつある。名前の由来はキマイラで、様々なデジモン（製作時期の関係上、初代シリーズに登場したモノから）のパーツを組み合わせて作られている。

## 種族としてのキメラモン
様々な生物系デジモンの身体の一部を合成して誕生した完全体デジモン。同じく既存のデジモン達の合成であるムゲンドラモンへの対抗兵器や試作品だとも言われているが、制作された理由については不明。
- 世代/完全体
- タイプ/合成型
- 属性/データ
- 必殺技/ヒートバイパー
- 得意技/ハイブリッドアームズ
- 勢力/アンノウン

必殺技は、口から放つ熱線弾『ヒートバイパー』。

### 亜種・関連種・その他
グレイモン
頭部および胴体部を転用。
カブテリモン
頭部外皮を転用。
ガルルモン
脚部を転用。
モノクロモン
尻尾を転用。
エアドラモン、エンジェモン
翼を転用。
デビモン、クワガーモン、スカルグレイモン
腕を転用。
メタルグレイモン
髪を転用（アニメおよび放映以降の図鑑などのみ）。
ムゲンドラモン
ミレニアモン
ムゲンドラモンとキメラモンが融合した究極体デジモン。

## 登場人物としてのキメラモン

### アノードテイマー・カソードテイマー
選ばれし子供たちに倒されたデジモンの一匹（ただしアニメ本編には登場していない。描かれていない部分で別行動中の誰かが遭遇した可能性やパラレル世界では遭遇した可能性などがある）で、ムゲンドラモンと融合しミレニアモンへと進化した。作品中では究極体。

### デジモンアドベンチャー02
デジモンカイザーがイービルリングで操ったデジモンや、選ばれし子供たちのパートナーデジモンたちのデータを収拾し、さらにファイル島近海に沈んでいたデビモンのデータの残骸を組み込んで合成することで誕生した。強力な破壊力でカイザーの命令通りに各地を破壊して回っていたが、その強大な力とデビモンの腕などの暗黒の力により暴走。ブイモンが奇跡のデジメンタルによって進化したマグナモンとも互角以上に戦い圧倒するが、ワームモンの力を吸収したマグナモンに消滅させられ敗北した。作品中では完全体。